# Chalmazel
Chalmazel korábbi község (település) Franciaországban, Loire megyében. 2016. január 1-jén Jeansagnière községgel egyesült és delegált községként Chalmazel-Jeansagnière új község része lett.
Lakosainak száma 357 fő (2018. január 1.). Chalmazel Le Brugeron, Jeansagnière, Saint-Just-en-Bas, Saint-Georges-en-Couzan, Sauvain, Job és Saint-Pierre-la-Bourlhonne községekkel határos.

## Népesség
A település népességének változása:
| Lakosok száma | 859  | 813  | 743  | 597  | 485  | 437  | 383  | 460  | 356  | 357  |
|               | 1962 | 1968 | 1975 | 1990 | 1999 | 2008 | 2013 | 2016 | 2017 | 2018 |